# Usage dispersif
L'usage dispersif d'un produit est un usage qui disperse les éléments constitutifs de ce produit dans l'environnement, et qui rend ces éléments impropres au recyclage. Si le produit est toxique, il produit des déchets toxiques en quantités dispersées impossibles à récupérer.
Du point de vue de la durabilité (forte), les usages dispersifs sont considérés comme particulièrement dangereux à long terme, car ils engendrent un gaspillage de ressources économiquement exploitables. Cet aspect des choses est étudié dans une étude menée par l'association des Centraliens, qui a abouti en 2010 à la publication d'un livre sur la raréfaction des métaux.

## Usages dispersifs domestiques
De nombreux produits de beauté et de nettoyage contiennent des additifs, biocides, métaux, nanoproduits, etc qui seront dispersés dans l'eau, l'air ou les sols.

## Usages dispersifs en agriculture
Il existe des usages dispersifs pour plusieurs métaux en agriculture :
- le tellure, sous forme de tellure d'alkyle, comme fongicide, algicide, parasiticide ;
- le sulfate de scandium (Sc2(SO4)3) ou l'oxyde de scandium comme agent de germination (il stimule la germination et la croissance des jeunes plantes) ;
- le sulfate de nickel (NiSO4) ou le nitrate d'argent (AgNO3) en solution très diluée, pour garder la fraîcheur des fleurs coupées ;
- le manganèse (sous forme KMnO4) utilisé contre les parasites chez les poissons ;
- le chlorure de cobalt (CoCl2) qui sert d'agent moussant et de stabilisateur pour la bière ;
- l'aluminium, qui sert de colorant, par exemple pour les sucreries (additif E173) ;
- l'iodure d'argent (AgI), qui est utilisé pour déclencher la pluie.

## Usages dispersifs dans le numérique
La croissance exponentielle des objets connectés (montres ; systèmes de sécurité ; puces RFID injectées dans les chiens, les chats, les bovins ...) entraîne une dispersion spatiale des minerais employés, qui sont alors très peu recyclés. On perd donc des quantités de matières qui ne sont plus utilisées. Il est prévu que le nombre d'objets connectés passe de 30 milliards en 2020 à 75 milliards en 2025.

## Solutions
Elles consistent généralement à limiter le gaspillage et les produits ou usages inutiles, à remplacer les produits toxiques par des produits supposés non toxiques ou moins toxiques, et à développer des techniques et comportements dits low-tech .